# Квінт Клелій Сікул (цензор)
Квінт Клелій Сікул (лат. Quintus Cloelius Siculus; V-IV століття до н. е.) — політик часів Римської республіки, цензор 378 року до н. е.

## Біографічні відомості
Про нього відомо вкрай мало. Ймовірно походив з плебейського роду Клеліїв. Не виключається, що він був братом Публія Клелія Сікула, військового трибуна з консульською владою (консулярного трибуна) 378 року до н. е. Згідно з джерелами Квінта Клелія обрано цензором разом з Спурієм Сервілієм Пріском. Подробиць їхнього цензорства, як і подальшої долі Квінта Клелія невідомо. Хоча за непевними даними він міг бути консулом у 372 році до н. е., але відомо, що народні трибуни Гай Ліциній Кальв та Луцій Секстій Латеран висунули нові законопроєкти, які викликали опір патриціїв. Закони були відвернені застосуванням права вето інших народних трибунів. Кальв і Латеран у відповідь п'ять років блокували своїм правом вето обрання куріальних посадових осіб, тому Квінт Клелій Сікул не міг би бути обраним консулом.